# Данський інститут культури
Данський інститут культури (дан. Det Danske Kulturinstitut) сприяє культурному обміну між Данією та іншими країнами світу. Він підтримує проєкти, спрямовані на довгострокове співробітництво між іноземними та данськими культурними установами, творчими працівниками та іншими фахівцями. 
Головний офіс Данського інституту культури знаходиться в Копенгагені, Данія. Кількість і розташування офісів змінювалося протягом багатьох років. Раніше інститути були у Франції, Німеччині, Великій Британії, США, Нідерландах, північній Італії, Угорщині, Естонії, Литві та Австрії.

## Історія
Данський інститут культури був заснований в 1940 році, коли Фольмер Вісті створив «Данське товариство». Метою товариства було сприяння міжнародному взаєморозумінню через поширення інформації про Данію і подальший обмін культурою, ідеями та досвідом між Данією та іншими країнами. Його назва була змінена на «Данський інститут культури» в 1989 році.
З моменту свого заснування Данський інститут культури доклав багато зусиль для створення місцевих представництв в зарубіжних країнах. Перші іноземні філії були створені в 1947 році. Ці відділення часто розташовані за межами столиць.